# Constanza Santa María
Constanza del Carmen Santa María Monckeberg (Santiago, 18 de julio de 1973) es una periodista y presentadora de televisión chilena. Desde marzo de 2021 fue parte de TVN, donde condujo programas como 24 horas Central y Estado Nacional, hasta agosto del 2025 donde emigraría a Megamedia para potenciar el departamento de prensa con Meganoticias Prime junto a Juan Manuel Astorga. Además, es conductora de los programas Pauta de Análisis y Mercado Central en Radio Pauta.

## Primeros años de vida
Es hija de Juan Pedro Santa María Pérez, abogado, director jurídico del Banco Santander y de Gloria Monckeberg Pardo, tiene tres hermanos; entre ellos está Antonia Santa María, actriz.Es tataranieta del expresidente de Chile Domingo Santa María.
Estudió en el Colegio Apoquindo Femenino, prosiguió la carrera de periodismo en la Pontificia Universidad Católica de Chile hasta 1995.

## Vida pública
Tras titularse y graduarse, ingresó a realizar su práctica profesional al departamento de prensa de Canal 13. Después, trabajó en la sección «Economía y Negocios» del diario El Mercurio hasta 1997, cuando se reintegró a Canal 13. En 1999 obtuvo la beca Fulbright y en julio comenzó a estudiar en la Universidad de Columbia un magíster en periodismo televisivo, que finalizó en junio de 2000. En Columbia obtuvo el premio al mejor proyecto de título de su generación con un documental sobre la Isla de Vieques en Puerto Rico durante el enclave estadounidense; este documental que sería comprado por la PBS.
En Estados Unidos trabajó como productora y reportera en CNN en Español, desde agosto de 2000 hasta abril de 2001. Posteriormente, volvió a Chile y, desde 2001 hasta 2002, condujo el programa Pantalla abierta en Canal 13, junto a Cristián Sánchez. Posteriormente, fue corresponsal del canal en Europa (2003-2004).
En marzo de 2005 volvió a Chile y fue conductora de la sección Reporteros para el noticiero central de Canal 13, Teletrece.
El 9 de diciembre de 2020, confirmó su salida de Canal 13 para integrarse al departamento de prensa de TVN. El 28 de febrero de 2021, asumió la conducción de 24 horas central.

## Filmografía

### Conducción
- Pantalla abierta (2001-2002-2004).
- Telenoche (2002)
- Teleduc (2002)
- Corresponsal Misión Europa (2005)
- Réplica (2004-2005 - 2007).
- Telenoche (2007-2008).
- En boca de Todos (2009-2010)
- Teletrece (2011-2020).
- 24 Horas (2021-2025).
- Estado nacional (2021-2025).
- Meganoticias (2025-presente).